# 海梅省

省徽

海梅省（芬蘭語：Hämeen lääni）是芬蘭1997年前的一個省。位於該國中部。省府海門林納。
自12世紀起受瑞典統治，1809年被讓予俄羅斯帝國。后分屬南芬蘭省和西芬蘭省。